# Andrzej Gomuliński

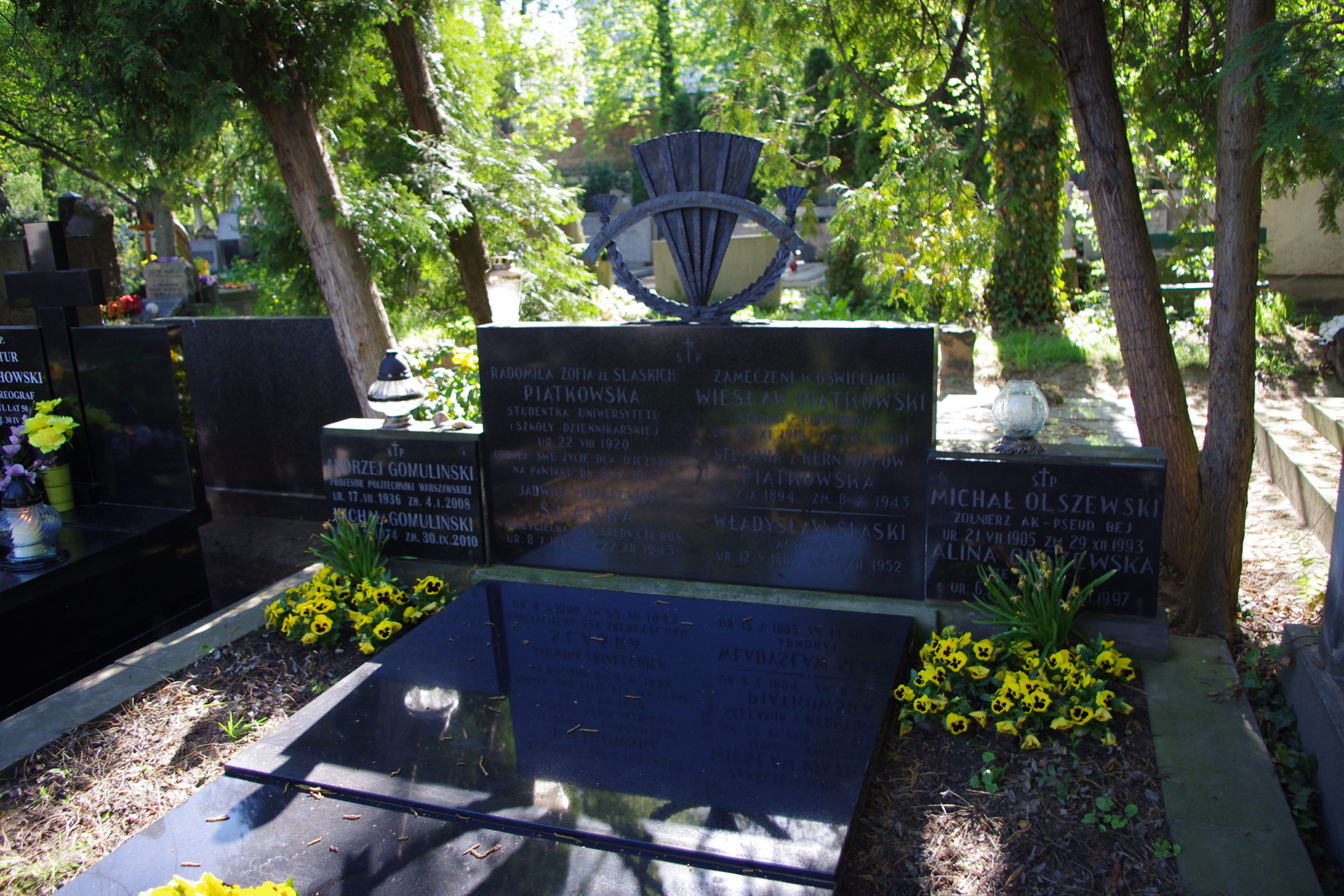
Grób prof. Andrzeja Gomulińskiego na Cmentarzu ewangelicko-reformowanym w Warszawie

Andrzej Gomuliński (ur. 17 lipca 1936 w Warszawie, zm. 4 stycznia 2008) – polski działacz opozycji antykomunistycznej oraz naukowiec z dziedziny inżynierii lądowej. 

## Życiorys
Urodził się 17 lipca 1936 r. w Warszawie jako syn pułkownika Wojska Polskiego. Ojciec w czasie II wojny światowej walczył w szeregach polskich sił zbrojnych na terenie Wielkiej Brytanii, wrócił do kraju w 1947 r.
Maturę zdał w 1953 w Grodzisku Mazowieckim, po czym kontynuował naukę na Wydziale Inżynierii Lądowej Politechniki Warszawskiej. Studia ukończył z wyróżnieniem w 1959 r., po czym rozpoczął pracę naukowo-dydaktyczną w Katedrze Mechaniki Budowli pod kierunkiem prof. Zbigniewa Kączkowskiego. Pracę doktorską obronił w 1965 r., a tytuł naukowy profesora uzyskał w 1995 r. W latach 1984–1990 objął z wyboru stanowisko dziekana Wydziału Inżynierii Lądowej Politechniki Warszawskiej. W latach 1996–2002 piastował funkcję wiceprzewodniczącego Rady Głównej Szkolnictwa Wyższego. Był autorem licznych prac naukowych z dziedziny stateczności i dynamiki konstrukcji budowlanych. Pośmiertnie uhonorowany Medalem Politechniki Warszawskiej.
Działacz podziemnych struktur NSZZ „Solidarność”, gdzie występował najczęściej pod pseudonimem Olgierd. W latach 1983–1989 kierował redakcją i studiem podziemnego Radia Solidarność.
Spoczywa na cmentarzu ewangelicko-reformowanym w Warszawie (kw. W-2-18).

## Odznaczenia
- Srebrny Krzyż Zasługi – 1974
- Złota Odznaka Zasłużonego dla Województwa Warszawskiego – 1975
- Odznaka „Zasłużony dla budownictwa” – 1978
- Złoty Krzyż Zasługi – 1980
- Krzyż Kawalerski Orderu Odrodzenia Polski – 1989
- Krzyż Oficerski Orderu Odrodzenia Polski – 1998
- Krzyż Komandorski Orderu Odrodzenia Polski – 2007